# Рийак-Треньяк
Рийа́к-Тренья́к (фр. Rilhac-Treignac, окс. Rilhac de Trainhac) — коммуна во Франции, находится в регионе Лимузен. Департамент — Коррез. Входит в состав кантона Треньяк. Округ коммуны — Тюль.
Код INSEE коммуны — 19172.
Коммуна расположена приблизительно в 380 км к югу от Парижа, в 50 км юго-восточнее Лиможа, в 30 км к северу от Тюля.

## Население
Население коммуны на 2008 год составляло 116 человек.
| 1962 | 1968 | 1975 | 1982 | 1990 | 1999 | 2008 |
| ---- | ---- | ---- | ---- | ---- | ---- | ---- |
| 170  | 216  | 162  | 148  | 131  | 121  | 116  |

## Экономика

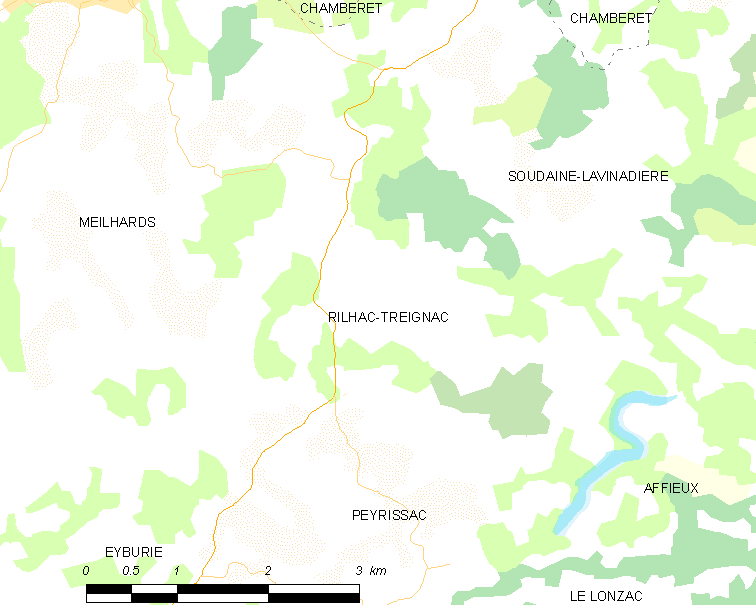
Карта коммуны

В 2007 году среди 48 человек в трудоспособном возрасте (15-64 лет) 34 были экономически активными, 14 — неактивными (показатель активности — 70,8 %, в 1999 году было 59,2 %). Из 34 активных работали 29 человек (15 мужчин и 14 женщин), безработных было 5 (4 мужчины и 1 женщина). Среди 14 неактивных 1 человек был учеником или студентом, 7 — пенсионерами, 6 были неактивными по другим причинам.